# Wang Mang
Wang Mang (kineski: 王莽) (45. pr. Kr. – 6. listopada 23. n.e.), kurtoazno ime Jujun (巨君), bio je kineski velikodostojnik u službi dinastije Han koji je preoteo carsko prijestolje od obitelji Liu i ustanovio vlastitu dinastiju Xin (ili Hsin, što znači "nova") (新朝), a koja je vladala od 9. do 23. n.e. Nakon njegove smrti dinastija Han je obnovljena, a njegovo svrgavanje je označilo razdiobu između tzv. Zapadne (prije Xina) i Istočne dinastije Han (poslije Xina). Wang Mang gotovo dva tisutljeća dijeli kineske povjesničare na one koje ga opisuju kao beskrupuloznog uzurpatora i one koji ga opisuju kao vizionara i društvenog reformatora. Njegovi napori da konfucijanske ideje iz klasičnih tekstova primijeni u praksi kako bi stvorio harmonično društvo su, međutim, rezultirali kaosom i krvoprolićem.

## Obitelj
Roditelji Wanga Manga bili su Wang Man (王曼; brat carice Wang Zhengjun) i Qu (渠).
Mang je imao dvije carice, Wang i Shi. Wang je rodila Wanga Yua, Wanga Huoa, Wanga Ana, Wanga Lina i još jednu caricu Wang. Imao je i barem tri konkubine, koje su bile isprva bile njegove sluškinje:
- Zhenzhi (增秩), majka Wanga Kuanga
- Huaineng (懷能), majka Wanga Xina i jedne princeze
- Kaiming (開明), majka Wanga Jiea